# Cordia dentata
Espèce
Statut de conservation UICN

LC : Préoccupation mineure

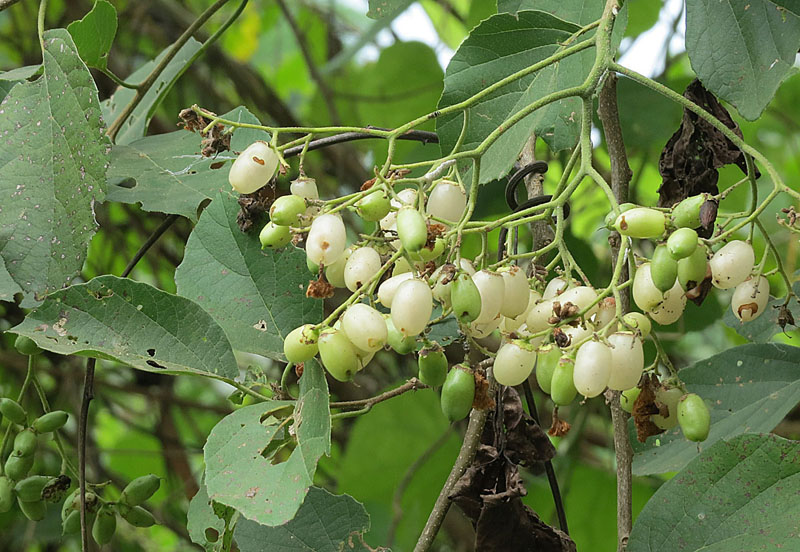
Fruits.

Cordia dentata est une espèce de plantes à fleurs de la famille des Boraginaceae.
Il est originaire du sud des États-Unis, du Mexique, de l'Amérique centrale, de la Colombie et du Venezuela. Dans les Caraïbes, on la trouve en Jamaïque, à Cuba, dans les île Virgin et à Puerto Rico. Elle est présente également à Madagascar.
C'est un arbre qui pousse principalement dans le biome tropical saisonnier sec.
Cordia dentata est utilisé comme médicament et comme aliment.

## Taxinomie[2]
- Synonymes homotypiques
  - Carpiphea dentata (Poir.) Raf. in Sylva Tellur.: 39 (1838)
- Synonymes hétérotypiques
  - Cordia calyptrata Bertero ex Spreng. in Syst. Veg., ed. 16. 1: 649 (1824)
  - Cordia corylifolia Willd. ex Roem. & Schult. in Syst. Veg., ed. 15[bis]. 4: 461 (1819)
  - Cordia leptopoda K.Krause in Bot. Jahrb. Syst. 37: 628 (1906)
  - Cordia ovata Brandegee in Univ. Calif. Publ. Bot. 10: 187 (1922), nom. illeg.
  - Cordia tenuifolia Bertol. in Mem. Reale Accad. Sci. Ist. Bologna 11: 199 (1861)
  - Lithocardium corylifolium (Willd. ex Roem. & Schult.) Kuntze in Revis. Gen. Pl. 2: 976 (1891)
  - Lithocardium tenuifolium (Bertol.) Kuntze in Revis. Gen. Pl. 2: 977 (1891)
  - Varronia calyptrata (Bertero ex Spreng.) A.DC. in A.P.de Candolle, Prodr. 9: 469 (1845)
  - Varronia calyptrata var. hartwegii A.DC. in A.P.de Candolle, Prodr. 9: 469 (1845)